# Shingo Ito
Shingo Ito (伊東 真吾 Ito Shingo?), född 28 april 1979 i Saitama prefektur, är en japansk före detta fotbollsspelare.
Ito började sin karriär 1998 i Kawasaki Frontale. 2001 flyttade han till Omiya Ardija. Efter Omiya Ardija spelade han för Montedio Yamagata. Han avslutade karriären 2003.